# Tonga Fifita
Tonga 'Uli'uli Fifita (Nuku'alofa, 3 de fevereiro de 1959) é um lutador de wrestling profissional e ator, ficando conhecido por trabalhar na World Championship Wrestling (WCW) e World Wrestling Federation (WWF). Na WCW, ficou conhecido como Meng; na WWF, usou os ring names King Tonga, King Haku e Haku.

## Carreira
Nascido em Nuku'alofa, capital de Tonga, no sul do Pacífico, Fifita começou a praticar sumô com apenas 14 anos, onde foi conhecido como Fukunoshima. Deixou a associação em 1976.
Começou a praticar wrestling em 1978, no Japão, mais precisamente na All Japan Pro Wrestling, sendo conhecido pelo ring name King Tonga. Após passar por federações em Montreal, Canadá, Fifita assinou contrato com a World Wrestling Federation em 1986.
Em 1986, no seu primeiro ano na WWF, trocou o seu ring name para Haku, e também formou dupla com Tama, conhecida como The Islanders. Mas foi com André the Giant que Haku conquistou o seu primeiro (e único) título na WWF: o WWF Tag Team Championship.
Após, foi para a World Championship Wrestling. Na WCW, conquistou uma vez o WCW Hardcore Championship (Título Hardcore da WCW) após vencer Bret Hart. Conhecido como Meng, acabou rompendo o seu contrato com a WCW. Fifita apareceu de surpresa no Royal Rumble 2001, mas não o conquistou.
Lá, na WWF, formou tag team com Rikishi, mas o time praticamente não lutou devido a uma forte lesão sofrida por Rikishi. A sua última partida ocorreu em 3 de Maio de 2004. Desde então, está inativo. Atualmente, ele está fora de forma e pensa em se retirar.

## No wrestling
- Ataques
  - Savate kick
  - Tongan death grip
  - Backbreaker
  - Headbutt
  - Splash
  - Tongan Spike

- Managers
  - Jimmy Hart
  - Bobby Heenan
  - J.J. Dillon

## Títulos e prêmios
- Lutte Internationale (Montreal)
  - Canadian International Heavyweight Championship (1 vez)
  - Canadian International Tag Team Championship (1 vez) - com Richard Charland

- NWA Hawaii
  - NWA Hawaii Heavyweight Championship (1 vez)

- NWA Mid-America
  - NWA Six-Man Tag Team Championship (1 vez) - com Ken Lucas & George Gulas

- Super World of Sports
  - SWS Tag Team Championship (2 vezes) - com Yoshiaki Yatsu

- World Championship Wrestling
  - WCW Hardcore Championship (1 vez)

- World League Wrestling
  - WLW Heavyweight Championship (2 vezes)

- World Wrestling Council
  - WWC North American Tag Team Championship (1 vez) - com Gran Apolo
  - WWC Puerto Rico Heavyweight Championship (2 vezes)
  - WWC World Tag Team Championship (1 vez) - com Hercules Ayala

- World Wrestling Federation
  - WWF Tag Team Championship (1 vez) - com André the Giant

- Pro Wrestling Illustrated
  - PWI o colocou como #330 dos 500 melhore wrestlers de 2003